# Capparis longestipitata
Capparis longestipitata är en kaprisväxtart som beskrevs av Hermann Heino Heine. Capparis longestipitata ingår i släktet Capparis och familjen kaprisväxter. Inga underarter finns listade i Catalogue of Life.